# Francisco Danio Granados
Francisco Danio Granados (Cadis, final segle xvii) fou un capità de mar i guerra espanyol, governador de Puerto Rico en dos períodes (1708-1711 i 1720-1724). Fill de Jacome Danio, de familia provinent de Gènova, i Isabel Granados, va ser l'únic governador que va ocupar el càrrec en dos períodes separats per un llarg període.
El 9 de març de 1728 es trobava empresonat a San Juan i el seu germà Manuel Danio Granados demanava que fou traslladat a Espanya. Manuel Danio, observador i vigia, va escriure un diari amb els moviments de l'Armada anglesa establerta a Cadis des del 23 d'agost fins l'1 d'octubre de 1702.
Francisco Granados estava empresonat a Cadis el 1730.